# Benissivà
Benissivà és un poble valencià, que forma part del municipi de la Vall de Gallinera. El 2009 tenia 82 habitants.

## Història
El 1602 tenia 3 focs, habitats per moriscs. El 1535 s'agrega a la parròquia d'Alpatró, erigint-se independent el mateix segle xvi. El 1609 es repobla amb mallorquins, i el 1612 s'hi funda el convent de Sant Andreu de Gallinera. L'actual església data del segle xviii.